# Kościół Matki Bożej Nieustającej Pomocy w Łodzi (Kochanówka)
Kościół Matki Bożej Nieustającej Pomocy w Łodzi – rzymskokatolicki kościół parafialny należący do parafii pod tym samym wezwaniem (dekanat aleksandrowski archidiecezji łódzkiej).
Jest to świątynia wzniesiona w latach 1925–1926 według projektu architekta Józefa Kabana, w stylu neoklasycznym. Konsekrowana została w dniu 18 kwietnia 1927 roku przez biskupa Wincentego Tymienieckiego.
Do wyposażenia kościoła należą: ołtarz główny z obrazem Matki Boskiej Nieustającej Pomocy. Po stronie lewej znajduje się tabernakulum, a po prawej jest umieszczony krzyż. Poza tym świątynia posiada boazerię, Drogę Krzyżową, organy elektryczne, chrzcielnicę, konfesjonał, ławki, nowoczesne żyrandole, ambonkę i sedilia dla kapłanów, lektorów i ministrantów. Zakrystia w kościele jest przeznaczona dla kapłanów i ministrantów. Świątynia jest zaopatrzona w nowe, gazowe ogrzewanie. Całe wyposażenie kościoła zostało wykonane w latach 1999–2005 z drewna dębowego. Wokół świątyni jest położona kostka. Kościół został odwodniony i została założona nowa brama i furtka do szpitala. Kierownikiem prac był architekt Wiesław Darach.